# Brighton (Michigan)
Brighton é uma cidade localizada no estado americano de Michigan, no Condado de Livingston.

## Demografia
Segundo o censo americano de 2000, a sua população era de 6701 habitantes. 
Em 2006, foi estimada uma população de 7263, um aumento de 562 (8.4%).

## Geografia
De acordo com o United States Census Bureau tem uma área de 
9,6 km², dos quais 9,3 km² cobertos por terra e 0,3 km² cobertos por água. Brighton localiza-se a aproximadamente 285 m acima do nível do mar.

## Localidades na vizinhança
O diagrama seguinte representa as localidades num raio de 20 km ao redor de Brighton. 